# Welcome to America
Albums de Schoolly D
How a Black Man Feels
(1991) Reservoir Dog
(1995)
Singles
1. Welcome to America
Sortie : 1993
2. Another Sign
Sortie : 1993

Welcome to America est le sixième album studio de Schoolly D, sorti le 1er février 1994.
Malgré des critiques plutôt positives, cet album n'a pas été un succès commercial et n'a été classé dans aucun chart.

## Liste des titres
| No  | Titre                      | Contient un (des) sample(s) de                                                       | Durée |
| --- | -------------------------- | ------------------------------------------------------------------------------------ | ----- |
| 1.  | Intro                      |                                                                                      | 1:14  |
| 2.  | I Wanna Get Dusted         | P.S.K. - What Does It Mean? de Schoolly D Change the Beat (Female Version) de Beside | 4:14  |
| 3.  | I Know You Want to Kill Me |                                                                                      | 3:56  |
| 4.  | Welcome to America         |                                                                                      | 4:10  |
| 5.  | Niggas Like Me             |                                                                                      | 4:19  |
| 6.  | Gangsta Trippin            |                                                                                      | 4:37  |
| 7.  | Gimme Your Shit Nigga      | More Bounce to the Ounce de Zapp                                                     | 2:52  |
| 8.  | No Good Nigga              |                                                                                      | 3:46  |
| 9.  | I Shot da Bitch            |                                                                                      | 4:27  |
| 10. | Motherfuckin D             |                                                                                      | 4:32  |
| 11. | Stop Frontin               | Latoya de Just-Ice                                                                   | 4:22  |
| 12. | Peace of What              |                                                                                      | 2:22  |
| 13. | Another Sign               |                                                                                      | 4:31  |